# Enallagma hageni
Enallagma hageni là một loài chuồn chuồn kim trong họ Coenagrionidae.
Enallagma hageni is in 1863 voor het eerst wetenschappelijk beschreven door Walsh.